# Иманлар (Шушинский район)
Иманлар (азерб. İmanlar) — село в Шырланском сельском административно-территориальном округе Шушинского района Азербайджана.

## География
Сёла Шырлан, Агбулаг, Джамилляр, Чайкенд, Иманлар, Мемишляр, Пашалар, Турабхан входят в состав Шырланского сельского административно-территориального округа Шушинского района Азербайджана, при этом село Шырлан является центром этого сельского административно-территориального округа.

## История
В 1992 году был оккупирован Вооруженными силами Армении и попал под контроль непризнанной Нагорно-Карабахской Республики (НКР).
Согласно Трёхстороннему заявлению, подписанному в ночь с 9 на 10 ноября 2020 года по итогам Второй карабахской войны, село перешло под контроль Российских миротворческих сил.
В результате боевых действий Вооружённых Сил Азербайджана в Карабахе 19-20 сентября 2023 года, село было возвращено под контроль Азербайджана.